# Hanna Kaldany
Mons. Hanna Kaldany (27. prosince 1918, Madaba - 14. června 1996, Jeruzalém) byl jordánský katolický kněz, biskup, který byl v letech 1964–1994 pomocným biskupem v Latinském patriarchátu jeruzalémském.